# Каратерекский сельский округ (Северо-Казахстанская область)
Каратерекский сельский округ (каз. Қаратерек ауылдық округі) — административная единица в составе Уалихановского района Северо-Казахстанской области Казахстана. Административный центр — село Каратерек.
Население — 649 человек (2009, 1213 в 1999, 1907 в 1989).

## История
Сельский совет образован Постановлением Президиума Карагандинского облисполкома от 10 февраля 1935 года. 5 февраля 1996 года распоряжением акима Кзылтуского района образован Каратерекский сельский округ.
Ранее сельский округ назывался Херсонским. Село Байтак было ликвидировано, аул Курлеут был ликвидирован в 2010 году.

## Состав
В состав округа входят такие населенные пункты:
| Населенный пункт | Население, человек (1989) | Население, человек (1999) | Население, человек (2009) |
| ---------------- | ------------------------- | ------------------------- | ------------------------- |
| Байтак, село     | 62                        | -                         | -                         |
| Каратерек, село  | 1346                      | 853                       | 497                       |
| Курлеут, аул     | 128                       | 83                        | 25                        |
| Малкара, село    | 371                       | 277                       | 127                       |